# Frank Fenner
Frank John Fenner (n. 21 decembrie 1914, Ballarat, Victoria, Australia – d. 22 noiembrie 2010, Canberra, Australian Capital Territory, Australia) a fost un bacteriolog și virolog australian.

## Activitate înCanberra
Fenner a lucrat din 1949 la "Australian National University".  Între anii 1949 - 1967 a fost profesor de microbiologie la John Curtin School of Medical Research. Din anul 1949 a început să studieze Myxomaviridaele, prin care se căuta infectarea și reducerea efectivului de iepuri care deveniseră o plagă pentru Australia. Frank Fenner și colegii săi Frank Macfarlane Burnet și Ian Ross Clunies, își inoculează virusul pentru a dovedi lipsa patogenității virusului la om. Între anii 1967 - 1973 a fost director la "John Curtin School of Medical Research" iar între anii 1973 - 1979 director la "Centre for Resource and Environmental Studies". A avut și o activitate la Organizația Mondială a Sănătății (OMS), devenind membru al organizației în anul 1969, a studiat variantele de variolă la maimuțe, aducând contribuții însemnate în domeniul studiului virusurilor ce aparțin de familia Herpesviridae.

## Distincții
- 1988: Premiul Național al Japoniei (jap. 日本国際賞, Nihon Kokusai Shō)
- 1995: Medalia Copley primită de la Royal Society din Marea Britanie
- 2000: Albert Einstein World Award of Science
- 2002: Prime Minister's Prize for Science